# ایسه‌ساکی، گونما
ایسه‌ساکی در استان گونما در کشور ژاپن  واقع شده‌است  که دارای جمعیت ۲۰۴٬۲۴۰ نفر و مساحت ۱۳۹٫۳۳ کیلومتر مربع با تراکم جمعیت ۱٬۴۶۶  نفر در کیلومترمربع است و در تاریخ ۱۳ سپتامبر ۱۹۴۰ به عنوان شهر شناخته شد.